# 陆相儒
陸相儒（1516年—1575年），字大行，號雨樓，浙江嘉興府嘉興縣人，民籍，明朝政治人物，進士出身。

## 生平
嘉靖十九年（1540年）庚子科浙江鄉試第五十一名舉人，嘉靖三十八年（1559年）中式己未科會試第二百四十八名，二甲第二十三名進士。授工部營繕司主事，視通州廠，營建皇極殿。四十一年（1562年）晉都水司員外郎、郎中，管琉璃河塘，改督修盧溝橋工。嘉靖四十二年（1563年）管易州山廠，嘉靖四十三年（1564年）任福建延平府知府。
隆慶三年（1569年）升貴州兵備副使，四年（1570年）赴任貴陽，不久以外艱去職，五年（1571年）再丁母憂，萬曆二年（1574年）服闋，除福建監軍副使，兼攝驛傳道，三年（1575年）六月卒於官。

## 家族
曾祖陸阜；祖父陸璧，遇例冠帶；父陸㵢，母鄭氏。具慶下。弟陸相卿、陸相才、陸相聖。